# Mónica Zevallos
Mónica Patricia Zevallos Salazar (Huánuco, 20 de febrero de 1968) es una presentadora de televisión y periodista peruana.

## Biografía
Su carrera en la televisión comenzó como narradora de noticias en el noticiero Esta mañana en 1989 y luego incursionó como animadora en el programa familiar La familia del 7, ambos en el canal del Estado, y en 1990 en Fantástico, junto con Katia Crovetti y Rocky Belmonte, en Panamericana Televisión.
En 1991 Zevallos decidió volver al periodismo a través de Latina Televisión (llamado en ese tiempo Frecuencia 2), como conductora de los programas periodísticos 90 segundos, Día a día y Ayer y hoy, departiendo con el fenecido periodista Rubén García.
Además, realizó especiales de cine como presentadora y entrevistadora en los viajes de prensa de grandes producciones cinematográficas que le brindaron la oportunidad de tener contacto con estrellas de Hollywood.
En 1997 renunció a Latina Televisión e inició la presentación del programa de debate Entre nos, en marzo de 1998 a través de Global Televisión, canal 13. El programa fue producido por la empresa que fundó con su entonces esposo, Alomi Producciones. Tras su salida de Global, el canal prohibió utilizar material característico de ese programa.
En enero de 1999, Zevallos firma por Panamericana Televisión, donde condujo dos programas: el programa de debate Mónica y, también en julio del mismo año, el programa de telerrealidad Vale la pena soñar. En esta última producción, Zevallos se convirtió en una especie de hada madrina que hacía realidad los sueños de miles de peruanos y, en febrero de 2000, pasó a ATV, pero solo condujo su programa de debate.
En marzo de 2001, Zevallos regresó a Latina Televisión, donde también condujo dos programas: Mónica y el programa de telerrealidad Vale la pena soñar, junto con Ricky Tosso. Estos programas iniciaron al mismo tiempo transmisión además vía UniMás, siendo el show fundador de la cadena, y Univision a otros doce países de Latinoamérica. En 2002, la presentadora anunció su desvinculación del medio.
En 2002, el programa de debate Mónica se convirtió en uno de los principales programas de la cadena UniMás siendo transmitido durante siete años consecutivos duró hasta a mediados de 2008.
En septiembre de 2003, Zevallos ingresó a América Televisión y condujo el programa de debate Mónica, que duró hasta diciembre del mismo año.
En abril de 2005, mientras su programa de debate mantenía el éxito en los Estados Unidos, regresó a Panamericana Televisión, donde condujo el programa de telerrealidad Vale la pena soñar.
Entre en junio y septiembre de 2007, condujo junto con el exfutbolista brasileño nacionalizado peruano Julinho, su coanimador, en Vale la pena soñar y el programa Sueltos en casa, de corte familiar y de trasmisión diaria. Sin embargo, el programa permaneció poco tiempo debido a la baja audiencia a pesar de las peticiones del público.
Entre 2009 y 2011, condujo el programa Mónica en confianza en Puerto Rico. Para la década de 2010, se ausentó por varios años en Estados Unidos para dedicarse exclusivamente como agente de bienes raíces, pero en 2014 regresó temporalmente a la televisión peruana con Atrapa el millón a través de ATV.
En 2023, regresó nuevamente al Perú como participante estelar de El gran chef famosos, en el cual consiguió el primer lugar en la cuarta temporada. Luego, en la quinta y la sexta temporada, asumió la conducción del programa por algunos capítulos, en reemplazo de José Peláez.

## Vida privada
Tiene dos hijos.

## Televisión

### Presentadora
- 1989, Esta mañana TV Perú
- 1990, Fantástico  junto con Katia Crovetti y Rocky Belmonte, Panamericana Televisión
- 1998, Entre nos Global Televisión
- 1999-2000, Mónica Panamericana Televisión y ATV
- 1999, 2001, 2005-2006, Vale la pena soñar Panamericana Televisión y Frecuencia Latina
- 2001, Mónica Frecuencia Latina
- 2002-2008, Mónica UniMás, transmitido por América Televisión[8]
- 2007, Sueltos en casa  junto con Julinho, Panamericana Televisión[20]
- 2009 - 2012, Mónica en confianza WAPA-TV
- 2014, Atrapa el millón ATV[21]

### Periodista
- 1991-1995, 90 segundos  junto con Rubén García, Latina Televisión
- 1991-1997, Día a día  junto con Rubén García, Latina Televisión
- 1991-1996, Ayer y hoy  junto con Rubén García, Latina Televisión

### Comerciales
- 1999, Telefónica
- Triple Kola (junto con Gisela Valcárcel y Eva Ayllón)

### Concursante
- 2023, El gran chef famosos (ganadora, 1.er puesto, temporada 4)